# Kypärä-Hirvasjärvi
Kypärä-Hirvasjärvi och Pikku Hirvasjärvi, eller Hirvasjärvet är sjöar i Finland. De ligger i kommunen Rovaniemi i landskapet Lappland, i den norra delen av landet, 700 km norr om huvudstaden Helsingfors. Kypärä-Hirvasjärvi ligger 194,8 meter över havet. Den är 9,8 meter djup. Arean är 67,8 hektar och strandlinjen är 5,5 kilometer lång. Sjön  ingår i Kemi älvs huvudavrinningsområde. 